# أحمد بن راشد آل الشيخ مبارك
أحمد بن راشد بن عبد اللطيف آل الشيخ مبارك يعرف عمومًا بـأحمد راشد المبارك (ق. 1914 - 25 مايو 1995) شاعر وصحفي سعودي. ولد في الهفوف بالأحساء ونشأ بها وينتمي إلى أسرة آل الشيخ مبارك المعروفة. درس العلوم الدينية والتاريخ على عمه إبراهيم، ودرس العربية على عبد العزيز العلجي، ثم رحل إلى البحرين وأكمل تعليمه في مدارسها. عمل محرراً ومصححاً بجريدة صوت البحرين مع مؤسسها عبد الله الزايد، وعاد إلى الأحساء فعمل محاسباً في شرطتها، ثم موظفاً بشركة أرامكو، ثم تفرغ للتجارة. توفي في مسقط رأسه. وبعد وفاته قامت ابنته هيفاء المبارك بطبع بعض من أشعاره في ديوان بعنوان الصدى الضائع بمقدمة كتبها حمد الجاسر.

## سيرته
أحمد بن راشد بن عبد اللطيف بن مبارك بن علي آل الشيخ مبارك. ولد في الهفوف بالأحساء في سنة غير معلومة، بحدود 1914.

في الأحساء، درس العلوم الدينية والتاريخ على عمه إبراهيم، ودرس العربية على الفقيه والشاعر عبد العزيز العلجي (1872 - 1943)، ثم رحل إلى البحرين وأكمل تعليمه في مدارسها.

دخل الصحافة وعمل محرراً ومصححاً بجريدة صوت البحرين مع مؤسسها عبد الله الزايد، ثم عاد إلى الأحساء. وفيها عمل محاسباً في شرطتها، ثم موظفاً بشركة أرامكو، ثم تفرغ للتجارة. 

توفي أحمد راشد المبارك يوم 26 ذو الحجة 1415/ 25 مايو 1995 بعد معاناة طويلة مع المرض استمرت سنوات.

## شعره
وصف بـ«رائد الشعر الحديث في الأحساء» ويعد من أبرز النقاد في مناظرات المصطلحات الأدبية الحديثة في الخليج. ذكرت في معجم البابطين عن شاعريته وأسلوبه:
سألته خالد بن سعود الحليبي حوالي 1996 عن ديوانه فأجابه هو ضائع كاسمه. وبعد وفاته قامت ابنته هيفاء المبارك بطبع بعض من أشعاره في ديوان بعنوان الصدى الضائع في 2011 بمقدمة كتبها حمد الجاسر.

## مؤلفاته
- الصدى الضائع، ديوان شعره (ردمك 9789957232009)

له دراسة مخطوطة بعنوان المذاهب الفكرية في الإسلام.

## وصلات خارجية
- في معجم البابطين